# Berufsoberschule (Berlin)
Die Berufsoberschule (BOS) ermöglicht es Schülern mit bereits abgeschlossener Berufsausbildung und Fachhochschulreife die fachgebundene oder auch allgemeine Hochschulreife zu erlangen.

## Allgemeines
Die Berufsoberschule in Berlin wird entweder als ein- bis zweijähriger vollzeitschulischer Bildungsgang oder als drei- bis vierjähriger Teilzeitbildungsgang angeboten. Die BOS wurde als Aufbauschulform zur Fachoberschule konstruiert, das heißt, sie bezeichnet landläufig das auf den Erwerb der Fachhochschulreife durch den erfolgreichen Besuch der Fachoberschule folgende 13. Schuljahr.
In der Regel wird mit erfolgreichem Abschluss die fachgebundene Hochschulreife erlangt, die je nach der fachlichen Ausrichtung der besuchten BOS zum Studium bestimmter Studiengänge in ganz Deutschland berechtigt. Kann eine zweite Fremdsprache nachgewiesen werden, wird die allgemeine Hochschulreife verliehen.

## Fachrichtungen
Die Berufsoberschule wird in den Fachrichtungen Wirtschaft, Technik, Sozialwesen, Ernährung und Hauswirtschaft, Gestaltung und Agrarwirtschaft geführt.

## Zulassungsvoraussetzungen
In die BOS aufgenommen werden kann, wer über
- die Fachhochschulreife und
- als berufliche Aufnahmevoraussetzungen eine mindestens 2-jährige abgeschlossene Berufsausbildung in einem anerkannten Ausbildungsberuf oder eine abgeschlossene Berufsausbildung in einer schulischen Berufsausbildung, eine bestandene Anstellungsprüfung in einer Laufbahn des mittleren oder gehobenen Dienstes oder eine mindestens 5-jährige Berufserfahrung verfügt.[2]

Für die Fächer Deutsch, erste Fremdsprache und Mathematik müssen jeweils mindestens befriedigende Leistungen im Mittleren Schulabschluss nachgewiesen werden. Ausnahmen von dieser Regel sind möglich.

## Abschlüsse
In der Regel erhält der Absolvent die Fachgebundene Hochschulreife, die zum Studium einschlägiger Studiengänge berechtigt.
Wenn eine zweite Fremdsprache nachgewiesen werden kann durch
- versetzungsrelevanten Unterricht in einer zweiten Fremdsprache der allgemein bildenden Schule mindestens in den Jahrgangsstufen 7 bis 10, wenn dieser Fremdsprachenunterricht mit der Zeugnisnote „ausreichend“ oder besser abgeschlossen wurde oder
- die Teilnahme an 320 Stunden (mindestens mit 5 Punkten bewertetem) Fremdsprachenunterricht an der Fach-/Berufsoberschule oder
- den Nachweis eines mit mindestens „ausreichend“ bewerteten Fremdsprachenzertifikats[1] erhält der Absolvent die Allgemeine Hochschulreife und damit Zugang zu allen universitären Bildungsgängen.

## Inhalte
- Allgemeinbildende Unterrichtsfächer,
- berufsbezogene Schwerpunktfächer: z. B. Technik, Ernährungswissenschaft, Gesundheit, Wirtschaft sowie Sozialwesen; jeder erlernte Beruf ist einem Oberstufenzentrum zugeordnet, dessen BOS ein entsprechendes berufsfeldbezogenes Schwerpunktfach anbietet,
- 2. Fremdsprache: Pflicht für die allgemeine Hochschulreife, sonst optional

## Berufsoberschulen in Berlin
Derzeit gibt es 29 Berufsbildende Schulen, die über eine Berufsoberschule verfügen, in der Regel Oberstufenzentren.
- Anna-Freud-Schule, OSZ Sozialwesen I
- Brillat-Savarin-Schule, OSZ Gastgewerbe – Ernährung und Hauswirtschaft
- Elinor-Ostrom-Schule, OSZ Bürowirtschaft und Dienstleistungen
- Ernst-Litfaß-Schule – Kreative Berufe, Technik, Druck- und Medientechnik
- Georg-Schlesinger-Schule, OSZ Maschinen- und Fertigungstechnik – Technik, Metalltechnik
- Hans-Böckler-Schule, OSZ Konstruktionsbautechnik – Technik, Metalltechnik
- Jane-Addams-Schule, OSZ Sozialwesen II
- Kläre-Bloch-Schule – Sozialwesen, Technik, Elektrotechnik, Metalltechnik
- Knobelsdorff-Schule, OSZ Bautechnik I
- Lise-Meitner-Schule, OSZ Chemie, Physik und Biologie
- Louise-Schroeder-Schule, OSZ Bürowirtschaft und Verwaltung
- Marcel-Breuer-Schule, OSZ Holztechnik, Glastechnik und Design – Kreative Berufe, Technik, Holztechnik
- Martin-Wagner-Schule, OSZ Bautechnik II
- Max-Taut-Schule, OSZ Gebäude-Umwelt-Technik
- Oscar-Tietz-Schule, OSZ Handel II
- OSZ Banken, Immobilien und Versicherungen
- OSZ Bürowirtschaft I
- OSZ Bürowirtschaft II
- OSZ Gesundheit I
- OSZ Handel I
- OSZ Informations- und Medizintechnik – Technik, Elektrotechnik
- OSZ Kommunikations-, Informations- und Medientechnik – Kreative Berufe, Technik, Elektrotechnik
- OSZ Kraftfahrzeugtechnik
- OSZ Lotis (Logistik, Touristik, Immobilien, Steuern)
- OSZ Technische Informatik, Industrieelektronik, Energiemanagement
- OSZ Wirtschaft und Sozialversicherung
- Peter-Lenné-Schule, OSZ Natur und Umwelt – Agrarwirtschaft, Wirtschaft
- Wilhelm-Ostwald-Schule, OSZ Farbtechnik und Raumgestaltung

## Finanzierung
Schüler der Berufsoberschule haben, im Gegensatz zu Fachoberschülern, das Anrecht auf elternunabhängiges Schüler-BAföG, welches nicht erstattet werden muss.